# Frankliniella intonsa
Frankliniella intonsa är en insektsart som först beskrevs av Filip Trybom 1895.  Frankliniella intonsa ingår i släktet Frankliniella och familjen smaltripsar. Arten är reproducerande i Sverige. Inga underarter finns listade i Catalogue of Life.